# Vestby kommun
Vestby kommun (norska: Vestby kommune) är en kommun i Akershus fylke i sydöstra Norge. Kommunen ligger i landskapet Follo söder om Oslo. Europaväg 6 går genom kommunen, och Østfoldbanan har stationer i centralorten Vestby och i Son. Kommunen hade 15 143 invånare 2012.

## Administrativ historik
Vestby kommun grundades på 1830-talet, samtidigt med flertalet andra norska kommuner.
1943 slogs Hølens kommun samman med Vestby kommun. 1964 slogs Sons kommun samman med Vestby kommun. samtidigt som Hvitsten förlorade sina rättigheter som ladested.

## Tätorter
I Vestby kommun finns fyra tätorter:
- Bjerkeskaug
- Hølen
- Moss (den tidigare tätorten Son räknas sedan 2007 som en del av Moss)
- Vestby (centralort)

Orten Hvitsten har tidigare räknats som en tätort men uppfyller inte längre kriterierna.

## Socknar
Inom Norska kyrkan är Vestby kommun indelad i fyra socknar:
- Garders socken
- Hvitstens socken
- Såners socken
- Vestby socken

Socknarna ingår i Søndre Follo prosteri i Borgs stift.

## Kända personer
- Caspar Wessel (1745–1818), matematiker